# 姆禄山国家公园
姆祿山國家公園或稱姆祿國家公園、姆魯山國家公園、穆魯山國家公園，位於马来西亚砂拉越美里省，面積528.64平方公里，成立於1974年。該公園1984年被列為東協遺產公園，2000年獲聯合國教科文化組織通過成為世界遗产，為馬來西亞第二個自然遗产。
世界遺產委員會指出，姆祿山國家公園以喀斯特地形和豐富的生物多樣性而著稱。在地形上，此地為世界上研究最多的熱帶喀斯特地區，區內有大量的洞穴，包含世界上面積最大的洞穴大廳——砂拉越洞厅，揭示了超過150萬年的地質歷史。在生物多樣性上，此地區為世界上棕榈科物種最豐富的地點之一。此外，有41個物種被列入瀕危物種名單。公園內的洞穴中有數百萬隻皺唇犬吻蝠、穴金絲燕，為世界上這兩個物種最大的聚集地之一。

## 歷史沿革
最早提到姆祿地區的洞穴是英国駐汶莱領事斯宾塞·圣约翰，在他1858年的著作《Life in the Forests of the Far East》（遠東森林中的生活）中提到此地「有大量的石灰岩，其中有許多被水侵蝕的洞穴和天然隧道」。斯賓塞後來試圖登上姆祿山，但因由於地形複雜、森林茂密和陡峭的山峰而失敗。
1932年，愛德華·沙克爾頓勳爵安排湯姆·哈里森組成「牛津大學探險俱樂部探險隊」，由當地原住民達瑪·尼龍（Tama Nilong）擔任響導，首度成功登上姆祿山頂峰。1961年，英屬婆羅洲地質調查局的威爾福德（G.E. Wilford）造訪了姆祿山的洞穴，他調查了鹿洞（Deer Cave）和風洞（Wind Cave），並預測未來會發現更多的洞穴。
1974年，砂拉越政府將姆祿山其周邊地區列為國家公園。1978年，英國皇家地理學會組成了姆祿山國家公園科學考察團，這是有史以來英國派出最大規模的科學考察團。此次考察期間達15個月，在此期間，一個小隊調查了50公里的洞穴，包括清水洞（Clearwater Cave）、綠洞（Green Cave）、奇蹟洞（Wonder Cave）和預測洞（Prediction Cave）。1980年12月，另一支英國探險隊前往姆祿的洞穴探險，為期4個月。在此次探險中，發現了好運洞（Good Luck Cave）中的砂拉越洞厅。
1984年，姆祿山國家公園被指定為東協遺產公園。1985年，公園對公眾開放，該公園為砂拉越對遊客開放最大的國家公園。1988年，發現了清水洞與風洞的連接通道，使得清水洞的總長度增加至58公里，成為東南亞最長的洞穴。1991年，發現清水洞與黑石洞（Blackrock Cave）的連接通道，使得清水洞的總長度增加至102公里，成為世界第7長洞穴。
2000年姆祿山國家公園獲聯合國教科文化組織通過成為世界遗产。2003年發現白石洞（Whiterock Cave），2005年發現清水洞與白石洞的連接通道，使得清水洞的總長度增加至129.4公里，同時在此次探險中找到阿比洞廳。隨後，在白石洞中找到更多的通道，至2017年清水洞的總長度已至226.3公里。

## 地理
姆祿山國家公園位於砂拉越美里省省會美里東南方約100公里，公園內西北部為低地，東南部為山地。有兩條東北－西南走向的山脈，地層由古新世至中新世的沉積組成。其為典型的喀斯特地形，地貌包括崎嶇的山峰、陡峭的山脊和懸崖、峽谷、峰林、洞穴、瀑布等。最高峰姆禄山在公園的東南方，標高2,376公尺，此地的地質由厚達4,000－5,000公尺古新世至上新世的砂岩和页岩組成。在姆祿山的西北方有長約40公里的石灰岩山脈，在此有阿比山（1,750公尺）、本那拉山（1,585公尺）等山峰，此地地層比較年輕，由始新世至中新世的石灰岩組成，厚度超過2,000公尺。在阿比山北側900公尺處，有一大片高約45公尺的尖峰石林，是極端風化作用遺留的壯觀景色。
公園內眾多的洞穴位於阿比山與本那拉山地區，此為200－500萬年前岩溶地質抬升的結果，梅里諾河及其支流經過此地區，豐沛的水源數百萬年來，對於地層侵蝕出許多巨大、壯觀的洞穴。現已有超過295公里的洞穴已經被探索和測繪，其中有一些是全球獨一無二的。好運洞中的砂拉越洞厅長600公尺、寬435公尺、高115公尺，面積居世界首位，體積居世界第二位，僅次於中华人民共和国贵州省紫雲格凸河風景名勝區的苗廳；鹿洞為世界第二大的洞穴通道，長度達2公里；清水洞長236.8公里，為世界第九長洞穴。

### 氣候
姆祿山國家公園依據柯本气候分类法為熱帶雨林氣候。12月至3月盛行東北季風，5月至10月盛行西南季風。受季風影響雨量豐沛，年平均雨量介於4,000－5,000公厘。各月份溫度差異不大，全年皆有雨，無明顯乾濕季。以下顯示的氣候數據在姆祿山國家公園入口附近的姆魯機場，公園內部和高地的氣候較姆魯機場潮濕且涼爽。
| 姆魯機場          | 姆魯機場    | 姆魯機場    | 姆魯機場    | 姆魯機場    | 姆魯機場    | 姆魯機場    | 姆魯機場    | 姆魯機場    | 姆魯機場    | 姆魯機場    | 姆魯機場    | 姆魯機場    | 姆魯機場      |
| 月份              | 1月         | 2月         | 3月         | 4月         | 5月         | 6月         | 7月         | 8月         | 9月         | 10月        | 11月        | 12月        | 全年          |
| ----------------- | ----------- | ----------- | ----------- | ----------- | ----------- | ----------- | ----------- | ----------- | ----------- | ----------- | ----------- | ----------- | ------------- |
| 平均高温 °C（°F） | 29.8 (85.6) | 29.8 (85.6) | 30.4 (86.7) | 31.0 (87.8) | 31.1 (88.0) | 31.1 (88.0) | 30.9 (87.6) | 30.8 (87.4) | 30.9 (87.6) | 30.6 (87.1) | 30.5 (86.9) | 30.4 (86.7) | 30.6 (87.1)   |
| 日均气温 °C（°F） | 26.5 (79.7) | 26.5 (79.7) | 26.9 (80.4) | 27.4 (81.3) | 27.5 (81.5) | 27.4 (81.3) | 27.2 (81.0) | 27.1 (80.8) | 27.2 (81.0) | 27.0 (80.6) | 27.0 (80.6) | 26.9 (80.4) | 27.1 (80.7)   |
| 平均低温 °C（°F） | 23.3 (73.9) | 23.3 (73.9) | 23.5 (74.3) | 23.9 (75.0) | 23.9 (75.0) | 23.8 (74.8) | 23.5 (74.3) | 23.5 (74.3) | 23.5 (74.3) | 23.5 (74.3) | 23.5 (74.3) | 23.5 (74.3) | 23.6 (74.4)   |
| 平均降雨量 mm（） | 347 (13.7)  | 257 (10.1)  | 294 (11.6)  | 307 (12.1)  | 351 (13.8)  | 277 (10.9)  | 240 (9.4)   | 284 (11.2)  | 346 (13.6)  | 370 (14.6)  | 371 (14.6)  | 395 (15.6)  | 3,839 (151.2) |
| 来源：            |             |             |             |             |             |             |             |             |             |             |             |             |               |

## 生態

### 動物
姆祿山國家公園擁有豐富的生物多樣性，已發現81種哺乳动物、270種鳥類、55種爬行动物、76種两栖动物、48種魚類和約20,000種无脊椎动物，其中包括281種蝴蝶和458種蚂蚁。
哺乳動物包括馬來穿山甲、溪松鼠、婆羅洲侏儒松鼠、體重最輕的哺乳動物小臭鼩、銀白長臂猿、何氏葉猴、栗紅葉猴、西部眼鏡猴、懒猴、马来熊、黃喉貂、椰子貓、水鹿、赤麂等。有28種蝙蝠，估計在鹿洞中有約300萬隻皺唇犬吻蝠，為世界上該物種最大的聚集地之一。另外，馬來無尾蹄蝠、青銅管鼻蝠為特有種。每天黃昏時分，數以百萬計的蝙蝠從洞口湧出覓食，大群燕子和金絲燕則回到洞內巢穴。黎明時分情況正好相反。
公園內計有270種鳥類，占馬來西亞所有鳥類37%，包括婆羅洲29種特有種其中的26種。棲息地受到威脅的鳥類包括黃冠鵯、藍帶翠鳥、鉤嘴鵯、加里曼丹地鶥、大嘴仙鹟、黃臉鸛、山蛇雕、華氏鷹雕、鳞背鹇、棕尾火背鷴、黑鶉、大綠鳩、短趾鴉鵑、皺盔犀鳥、盔犀鳥、馬來犀鳥等。在公園的洞穴中有數百萬隻穴金絲燕棲息於此，為世界上該物種最大的聚集地。
其他的特色動物包括網紋蟒、紅頭環蛇、白點林蛇、黑掌树蛙、Philautus erythrophthalmus、凹耳胡湍蛙等。

### 植物
姆祿山國家公園的植被類型包括泥炭沼澤森林、石楠荒原、混合龍腦香林、云雾森林、山地森林。此處為是世界上棕榈科植物最豐富的地區之一，計有20個属、111個物种。另外有170種蘭花、10種豬籠草、1,700種苔藓植物、8,000種真菌。
此地有多種絞殺植物。常見乔木包括娑羅樹、榴梿、藤黃果、红厚壳、番櫻桃等。海拔800－1,200公尺主要為栎属的Quercus subsericea。小型植物包括杜鵑花、越橘、劳氏猪笼草、毛盖猪笼草、姆鲁山猪笼草等。在石灰岩地形上，有許多苦苣苔科植物，棕榈科的Salacca rupicola生長於石灰基岩與岩架上，為當地特有種。

## 管理、文化與旅遊

### 管理
姆祿山國家公園成立於1974年，受到砂拉越《1998年國家公園和自然保護區條例》、《1999年國家公園和自然保護區規範》法規之保護。公園分成兩個區域：約90%為荒野區，由砂拉越政府轄下的「砂拉越林業公司」（Sarawak Forestry Corporation）管理，此地區不對外開放參觀；約10%區域為旅遊區，由砂拉越政府授權的私營企業「姆祿公園管理私人有限公司」（Borsarmulu Park Management Sdn Bhd，BPM）負責旅遊開發、經營管理。

### 原住民文化
當地原住民為烏魯人，當中有一部分普南族住在公園東部，300餘人獲准在公園內的生計狩獵區（Subsistence Hunting Zones）捕捉豬與鹿。這裡的原住民穿著羽毛帽、纏腰布，部分人手臂、胸部和頸部有紋身，有一些女性將耳垂拉長到肩膀。公園內有一些古代遺跡，估計有500－3,000年歷史，從風洞中挖掘出的人工製品與人類遺骸存放於砂拉越博物馆，這些地點推測可能曾經作為墓地之用。

### 旅遊
每年有超過15,000名遊客參觀姆祿山國家公園，其中50%是外國人。所有遊客都需要許可證才能進入公園，並且必須有導遊陪同。公園總部位於國家公園的西南邊、梅里諾河沿岸，公園僅向公眾開放四個洞穴：清水洞、風洞、鹿洞和藍洞（Langs Cave，或稱郎洞），遊客並可參觀長480公尺的世界最長雨林樹冠層吊橋。

## 世界遺產登錄
2000年11月至12月，第24屆世界遺產委員會於澳大利亚凱恩斯召開，由馬來西亞申報的項目「穆魯山國家公園」經大會通過，成為馬來西亞第二個自然遺產，編號為1013。世界遺產委員會指出，姆祿山國家公園以喀斯特地形和豐富的生物多樣性而著稱。此地為世界上研究最多的熱帶喀斯特地區，該區域有大量的洞穴，包含世界上面積最大的洞穴——砂拉越洞厅，揭示了超過150萬年的地質歷史。另外，此地區為世界上棕榈科物種最豐富的地點之一。此外，有41個物種被列入瀕危物種名單。公園內的洞穴中有數百萬隻皺唇犬吻蝠、穴金絲燕，為世界上這兩個物種最大的聚集地之一。
该世界遗产被认为满足世界遺產登錄基準中的以下基準而予以登錄：
- （vii）包含出色的自然美景与美学重要性的自然现象或地区。
- （viii）代表生命进化的纪录、重要且持续的地质发展过程、具有意义的地形学或地文学特色等的地球历史主要发展阶段的显著例子。
- （ix）在陆上、淡水、沿海及海洋生态系统及动植物群的演化与发展上，代表持续进行中的生态学及生物学过程的显著例子。
- （x）拥有最重要及显著的多元性生物自然生态栖息地，包含从保育或科学的角度来看，符合普世价值的濒临绝种动物种。

| 世界遺產編號 | 名稱           | 所在地                      | 保護範圍   |
| ------------ | -------------- | --------------------------- | ---------- |
| 1013         | 穆魯山國家公園 | 4°7'59.988"N 114°55'0.012"E | 52,864公頃 |

## 圖集

### 公園景觀

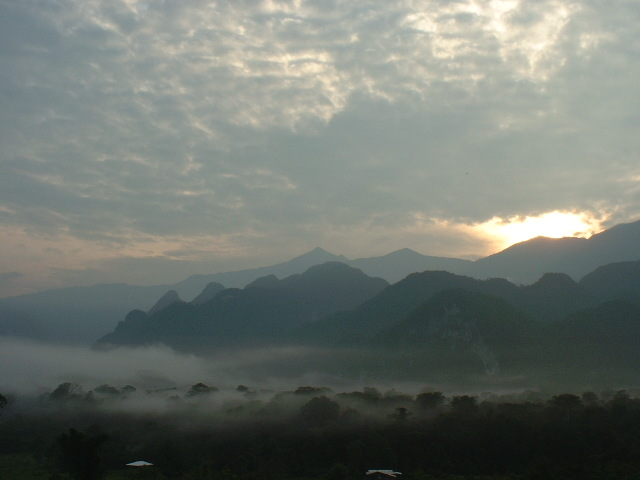
遠眺姆祿山
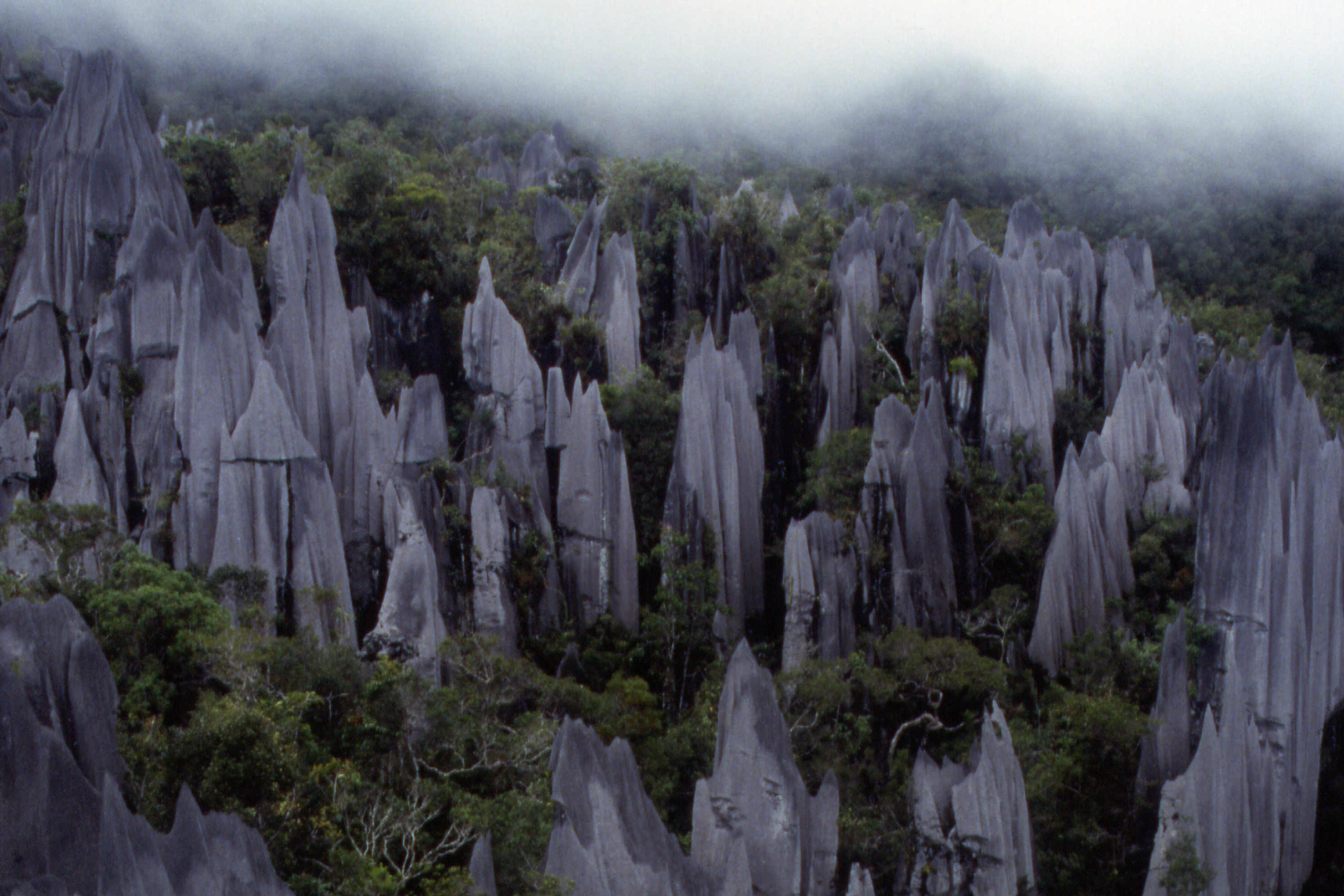
阿比山北側的石林
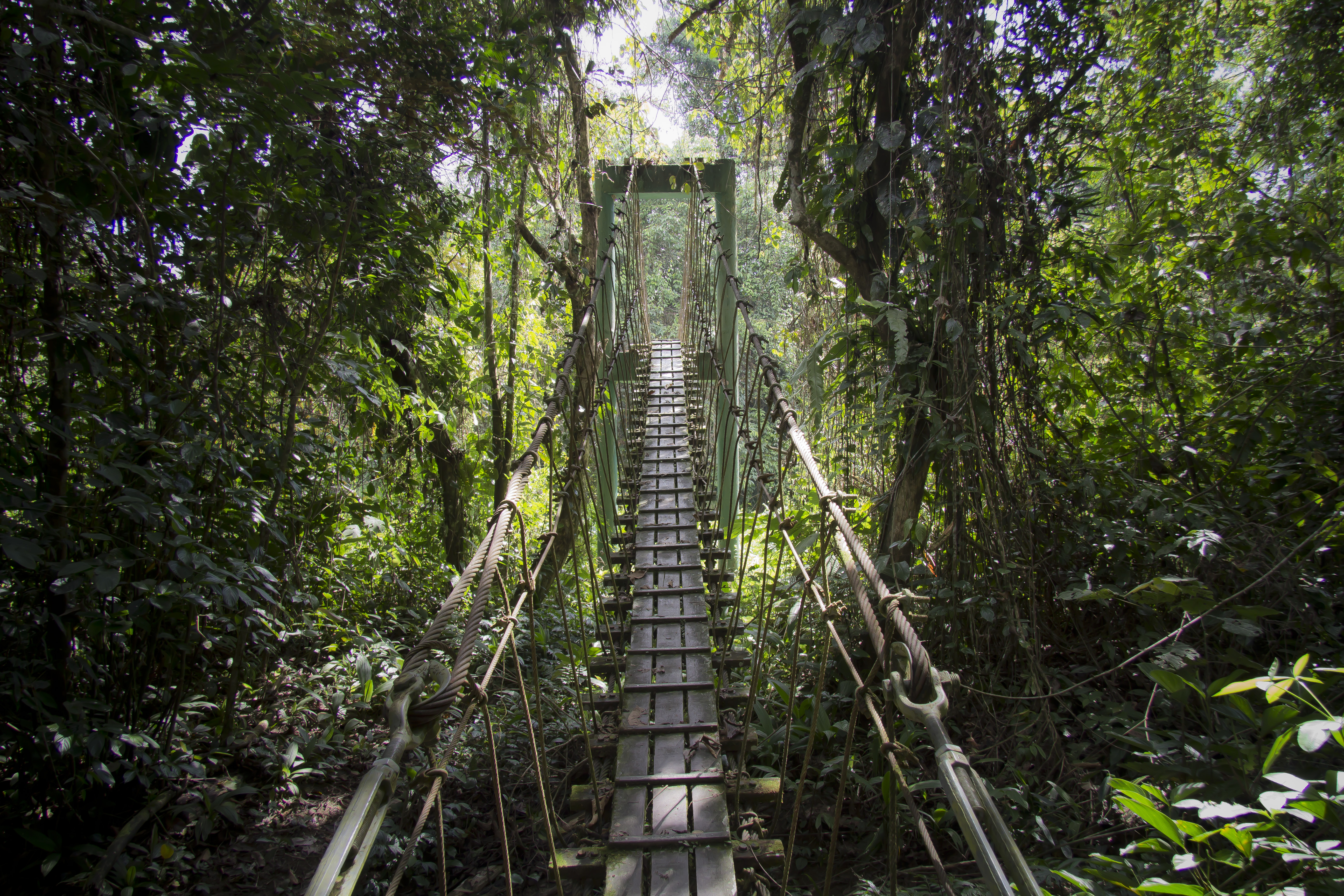
公園內的樹冠層吊橋
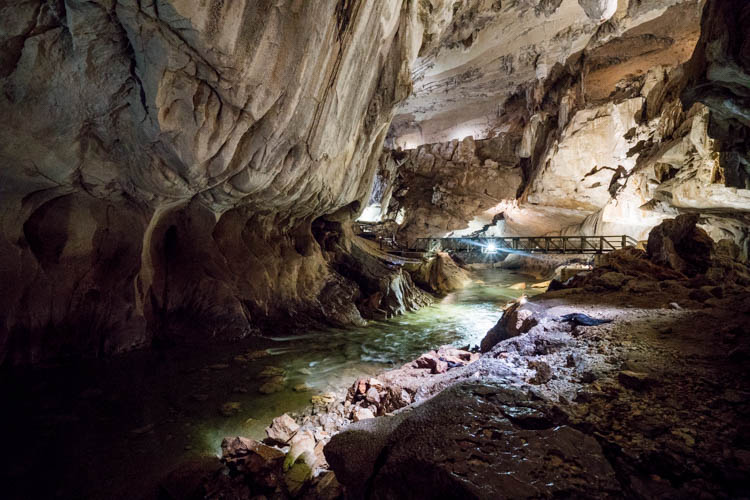
清水洞內部
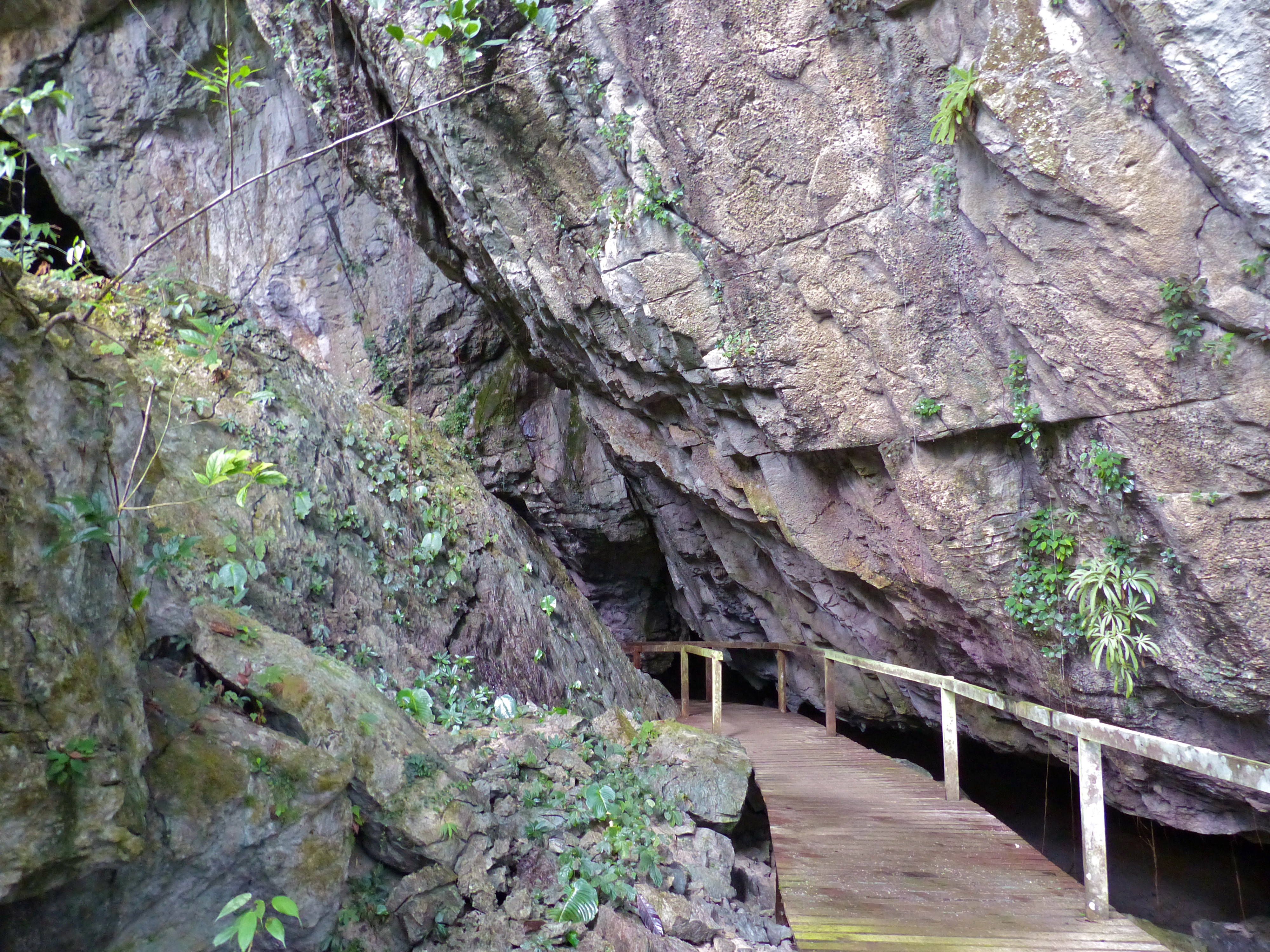
藍洞入口

### 公園裡的生物

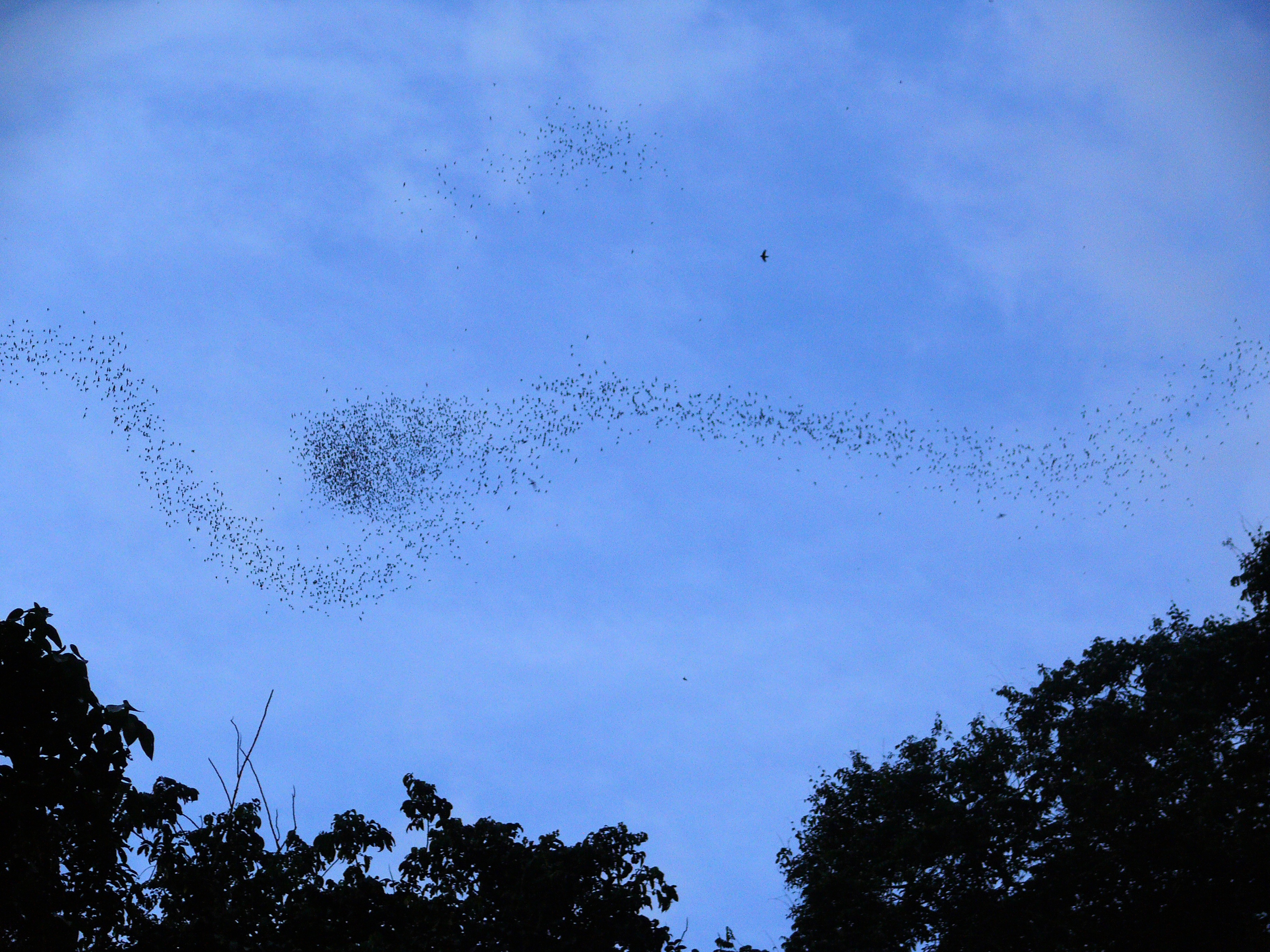
大量皺唇犬吻蝠傍晚時分從鹿洞飛出覓食
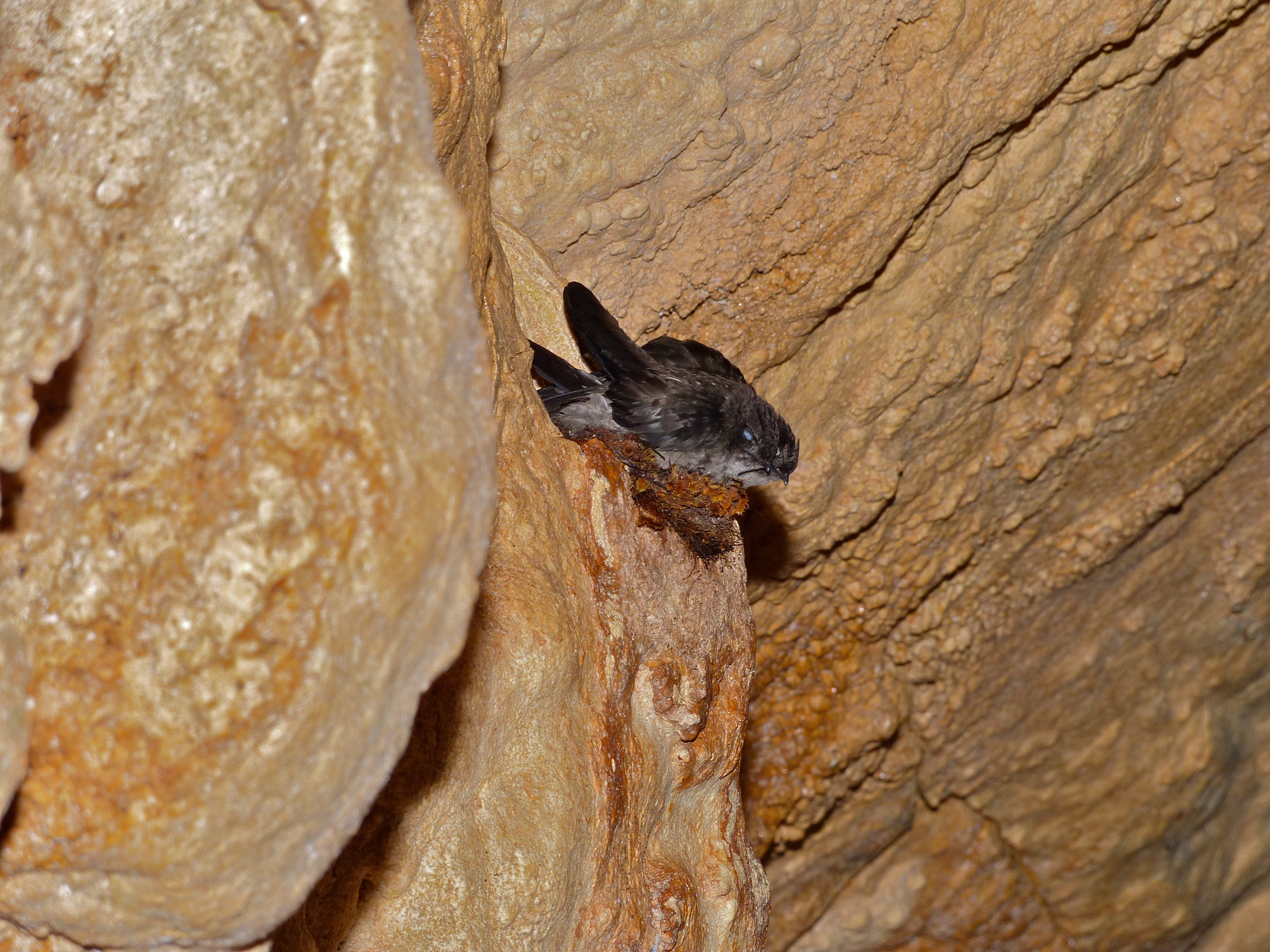
苔巢金丝燕
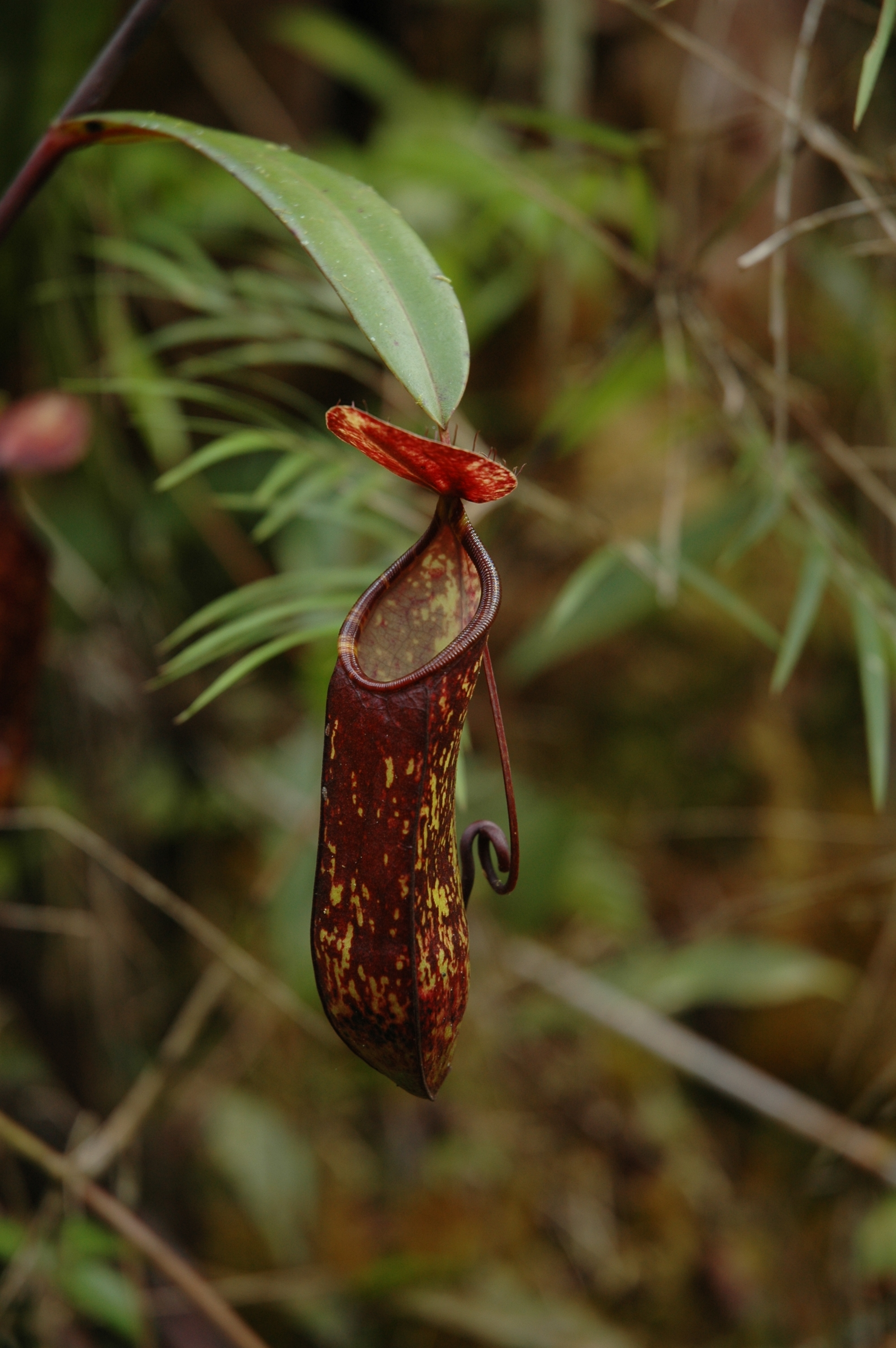
姆鲁山猪笼草
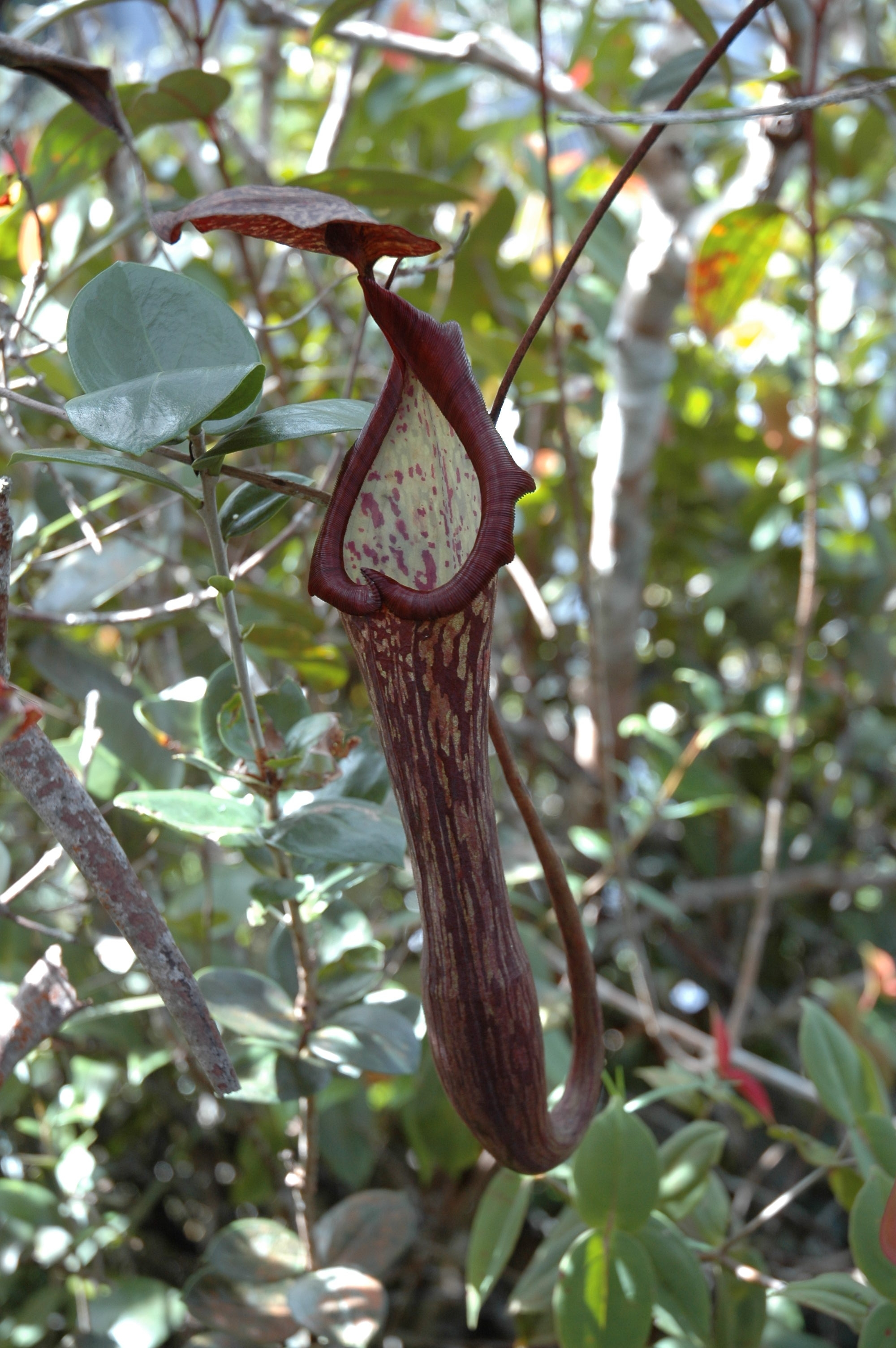
法萨猪笼草

## 爭議
2019年，姆祿山國家公園附近的本南族和柏拉灣族原住民發動抗爭，反對一家木業公司侵占他們在姆祿山國家公園附近的土地，砍伐森林並種植經濟作物油棕。砂拉越州政府表示伐木活動不會影響姆祿山國家公園的生態環境，並指責國際環保團體布魯諾·曼瑟基金會煽動民眾抗爭，隨後當地人決定向聯合國教科文組織提出正式申訴，希望能引起人們對這個問題的關注。2022年10月，砂拉越州政府撤銷姆祿山國家公園鄰近地區種植油棕的特許權，影響面積為4,400公頃。當局並未說明為何撤銷特許權。當地居民對於此意外的結果表示歡迎，並呼籲政府也應該停止該地區計劃中的基礎設施開發項目。

## 外部連結
- 姆祿山國家公園官方網站（页面存档备份，存于）（英文）
- 砂拉越旅遊局－姆祿國家公園（页面存档备份，存于）（简体中文）